# Strix
Strix is een geslacht van vogels uit de familie van de uilen (Strigidae). De wetenschappelijke naam van het geslacht werd in 1758 gepubliceerd door Carl Linnaeus. Door sommige auteurs worden alle soorten uit de Nieuwe Wereld in het aparte geslacht Ciccaba geplaatst.

## Soorten
- Strix albitarsis  – Witbroekbosuil
- Strix aluco  – Bosuil
- Strix butleri  – Omaanse uil
- Strix chacoensis  – Chacobosuil
- Strix fulvescens  – Vale bosuil
- Strix hadorami  – Palestijnse bosuil
- Strix huhula  – Zwartgestreepte bosuil
- Strix hylophila  – Braziliaanse bosuil
- Strix leptogrammica  – Bruine bosuil
- Strix mauritanica  – Maghrebbosuil
- Strix nebulosa  – Laplanduil
- Strix nigrolineata  – Zwart-witte bosuil
- Strix nivicolum  – Kleine himalayabosuil
- Strix occidentalis  – Gevlekte bosuil
- Strix ocellata  – Indische bosuil
- Strix rufipes  – Roodpootbosuil
- Strix sartorii  – Mexicaanse bosuil
- Strix seloputo  – Maleise bosuil
- Strix uralensis  – Oeraluil
  - Strix uralensis davidi  – Pater Davids bosuil
- Strix varia  – Gestreepte bosuil
- Strix virgata  – Bonte bosuil
- Strix woodfordii  – Afrikaanse bosuil